# مانويلا
مانويلا (بالألمانية: Manuela)‏ هي مغنية ألمانية، ولدت في 18 أغسطس 1943 في برلين في ألمانيا، وتوفي بنفس المكان في 13 فبراير 2001 بسبب سرطان.

## وصلات خارجية
- مانويلا على موقع IMDb (الإنجليزية)
- مانويلا على موقع ميوزك برينز (الإنجليزية)
- مانويلا على موقع ديسكوغز (الإنجليزية)
- مانويلا على موقع قاعدة بيانات الفيلم (الإنجليزية)